# Franz Vaterrodt
Franz Vaterrodt (1890-1969) est un général allemand de la Seconde Guerre mondiale. De mars 1941 à novembre 1944, il fut commandant de la place de Strasbourg.

## Biographie
Franz Vaterrodt naît à Thionville, en Lorraine annexée, le 29 avril 1890. La ville est alors une place forte animée d'Alsace-Lorraine. Franz Vaterrodt se destine très tôt à une carrière militaire. En 29 novembre 1909, il s'engage comme Fahnenjunker dans l'armée royale de Prusse. Il sert au 137e régiment d'infanterie (de). Après un stage à l'académie militaire, Vaterrodt est promu Leutnant, sous-lieutenant, en juin 1911. Officier de compagnie, il sert toujours au 137e régiment d'infanterie, lorsque la Première Guerre mondiale éclate.

## Première Guerre mondiale
Vaterrodt participe aux opérations militaires avec son régiment, dès le début du conflit. En juin 1915, il est promu Oberleutnant, premier lieutenant. Bien noté, le lieutenant Vaterrodt est promu Hauptmann, capitaine, le 15 juillet 1918. Avant la fin des hostilités, Franz Vaterrodt avait reçu les croix de fer, 2e et 1re classes et la prestigieuse croix de chevalier de la maison royale des Hohenzollern avec glaives.

## Entre-deux-guerres
Après guerre, il est d'abord versé au Reichswehr-Schützen-Regiment 8 . Mais les réductions d'effectifs drastiques de la nouvelle Reichswehr le contraignent à quitter l'armée pour la police du Pays de Bade. Il gravit peu à peu les échelons hiérarchiques, passant Major, commandant, à la fin des années 1920. Nommé chef de la police sous l'autorité de Robert Wagner, Vaterrodt est promu Oberstleutnant der Polizei, lieutenant-colonel de police, en avril 1933. Avec la création de la Wehrmacht, en août 1935, le commandant de la police Badoise réintègre l'armée en conservant son grade. Nommé d'abord commandant d'un bataillon du 34e Infanterie-Regiment, Vaterrodt est nommé, en octobre 1935, commandant du 55e Infanterie-Regiment à Würzburg. À ce poste, il est promu Oberst, colonel, en mars 1937. Le colonel Vaterrodt est nommé Kommandeur du 14e Infanterie-Regiment le 1er avril 1938. Il conserve son poste jusqu'au 31 mai 1939.

## Seconde Guerre mondiale
Après des problèmes de santé, il reprend du service en décembre 1939. Vaterrodt est nommé à la tête d'un Landesschützen-Regiment, un régiment de sécurité. Il est affecté avec son régiment dans le district militaire de Prague. En février 1940, il est nommé commandant du 623e Infanterie-Regiment, un régiment d'infanterie formé sur place, intégré à la 554e Infanterie-Division. En août 1940, il est placé dans la Führerreserve. Un mois plus tard, en septembre 1940, le colonel Vaterrodt est nommé Kommandeur  du Sicherungs-Regiment 56. Franz Vaterrodt est promu Generalmajor, général de brigade, le 1er mars 1941.
Nommé commandant de la place forte de Strasbourg le 18 mars 1941, le général Vaterrodt prend immédiatement ses fonctions. Trois ans plus tard, devant l'avance des Alliées en Alsace et après la capitulation de Metz le 22 novembre 1944, le général Vaterrodt se résout à la capitulation. Le 25 novembre, encerclé dans le Fort Ney, le général Vaterrodt se rend avec 626 officiers et hommes de troupe. Il part en captivité avec quelque 5 000 soldats allemands, faits prisonniers dans la région de Strasbourg. Cette reddition vaut à Vaterrodt un jugement en Cour martiale et une condamnation à la peine de mort, condamnation qui ne sera jamais exécutée par le haut-commandement allemand.
Libéré par les Alliés le 25 août 1947, Franz Vaterrodt s'éteindra à Bad Krozingen, dans le Bade-Wurtemberg, le 28 février 1969.

## Décorations
- Ritterkreuz mit Schwertern, Hohenzollern Hausorden[7]
- Eisernes Kreuz, 2e et 1re classes (1914-1918)

## Sources
- Vaterrodt, Franz sur lexikon-der-wehrmacht.de